# Jakub Kadák
Jakub Kadák (Trenčín, 14 dicembre 2000) è un calciatore slovacco, centrocampista del Lucerna.

## Carriera

### Club
Cresciuto nel settore giovanile dell'AS Trenčín, ha esordito in prima squadra il 10 marzo 2018 in occasione dell'incontro del campionato slovacco perso 2-1 contro lo Spartak Trnava.

### Nazionale
Ha giocato nelle nazionali giovanili slovacche Under-17, Under-19 ed Under-21.
Nel 2023 ha giocato una partita in nazionale maggiore.

## Statistiche
Statistiche aggiornate al 19 luglio 2022.

### Presenze e reti nei club
| Stagione        | Squadra         | Campionato      | Campionato | Campionato | Coppe nazionali | Coppe nazionali | Coppe nazionali | Coppe continentali | Coppe continentali | Coppe continentali | Altre coppe | Altre coppe | Altre coppe | Totale | Totale | Totale |
| Stagione        | Squadra         | Comp            | Pres       | Reti       | Comp            | Pres            | Reti            | Comp               | Pres               | Reti               | Comp        | Pres        | Reti        | Pres   | Reti   |        |
| --------------- | --------------- | --------------- | ---------- | ---------- | --------------- | --------------- | --------------- | ------------------ | ------------------ | ------------------ | ----------- | ----------- | ----------- | ------ | ------ | ------ |
| 2017-2018       | AS Trenčín      | SL              | 2          | 0          | CS              | 0               | 0               |                    | -                  | -                  |             | -           | -           | 2      | 0      |        |
| 2018-2019       | AS Trenčín      | SL              | 4          | 0          | CS              | 0               | 0               | UEL                | 0                  | 0                  |             | -           | -           | 4      | 0      |        |
| 2019-2020       | AS Trenčín      | SL              | 17         | 4          | CS              | 2               | 1               |                    | -                  | -                  |             | -           | -           | 19     | 5      |        |
| 2020-2021       | AS Trenčín      | SL              | 30         | 2          | CS              | 2               | 2               |                    | -                  | -                  |             | -           | -           | 32     | 4      |        |
| 2021-2022       | AS Trenčín      | SL              | 28         | 13         | CS              | 4               | 2               |                    | -                  | -                  |             | -           | -           | 32     | 15     |        |
| Totale carriera | Totale carriera | Totale carriera | 81         | 19         |                 | 8               | 5               |                    | 0                  | 0                  |             | -           | -           | 89     | 24     |        |